# Геназох
Геназох (цез. Генозох) — село в Цунтинском районе Республики Дагестан. Входит в состав муниципального образования сельсовет Терутлинский.

## География
Находится в 32 км к северо-западу от с. Цунта.
Расположено на р. Цебаритлар (бассейн р. Метлюта).

## Население
| 1939 | 1970 | 1989 | 2002 | 2010 | 2021 |
| ---- | ---- | ---- | ---- | ---- | ---- |
| 28   | ↘16  | →16  | ↗17  | ↘6   | ↗16  |

## История
Ликвидировано в 1944 г. население переселено в Веденский район, восстановлено в 1957 г.